# Litoria gilleni
Litoria gilleni és una espècie de granota que viu al centre d'Austràlia.